# Drăcșenei, Teleorman
Drăcșenei este satul de reședință al comunei cu același nume din județul Teleorman, Muntenia, România.
Comuna Drăcșenei este așezată în nord-estul județului Teleorman, pe valea pârâului Burdea și ale pârâiașelor Drăcșenei și Zambreasca, de-a lungul drumului județean DJ-612 B ce leagă satele între ele pe o distanță de 7 km.
Comuna Drăcșenei se află la 45 km de municipiul Alexandria, reședința județului Teleorman, 15 Km de municipiul Roșiori de Vede și la 115 km de București, capitala țării.
Ca unitate administrativ teritorială este formată din satele Drăcșenei, Drăcșani, Odobeasca și Satu-Vechi.
Comuna Drăcșenei ocupă o suprafață de 3808,00 ha din care în intravilan 281,00 ha și în extravilan 3.527,00 ha
Forma de relief; Comuna Drăcșenei se află la intersecția paralelei de 44°00′15″ latitudine nordică cu meridianul de 25°0′ longitudine estică.
Ca formă de relief, aceasta se situează în câmpia Găvanu-Burdea.

## Regimul climatic
Comuna Drăcșenei are o climă temperat continentală, de câmpie cu influențe de tranziție. Verile sunt călduroase, uneori caniculare și iernile friguroase. Temperatura anuală medie este de 10,5°C, temperatura medie a iernii este de - 2,-3 °C, temperatura medie a verii este de 21°C.

## Populația
Numărul total de locuitori al comunei Drăcșenei este de 1844 de locuitori.